# Beaune
För andra betydelser, se Beaune (olika betydelser).
Beaune är en kommun i departementet Côte-d'Or i regionen Bourgogne-Franche-Comté i östra Frankrike. Kommunen är chef-lieu för kantonena Beaune-Nord och Beaune-Sud och för arrondissementet Beaune. År 2022 hade Beaune 20 233 invånare.
Med sitt rika historiska och arkitektoniska kulturarv anses Beaune vara Bourgognevinernas huvudstad, främst Côte de Beaune-vinerna - Beaune, Pommard, Volnay, Corton och Meursault.
Beune var huvudort för de galliska bellovakerna och spelade en viktig roll under Julius Caesars krig mot gallerna.
Staden har kvar sin medeltida ringmur. Den kanske främsta sevärdheten är Hôtel-Dieu, det gamla sjukhuset som nu är museum uppfört 1443–1452 med sitt mönstrade tak. Här finns även Rogier van der Weydens Yttersta domen. Andra sevärdheter utgör den delvis bevarade äldsta katedralen, uppförd under 1200- och 1300-talet med 48 meter högt kor i rik gotisk stil.1664 grundades i Beaune en vävnadsfabrik, vars tapeter under 1700-talet blev vitt berömda. Även senare var Beaune känt för sina textilfabriker.
I och kring staden finns ett stort antal utmärkta hotell och restauranger.

## Befolkningsutveckling
Antalet invånare i kommunen Beaune
Referens:INSEE